# Аналіз фінансового стану
Ана́ліз фіна́нсового ста́ну — комплекс дій щодо вивчення й аналізу результатів фінансово-господарської діяльності організацій, підприємств, фірм з метою визначення ступеня ефективності використання основних фондів і оборотних коштів для реалізації програм (статутних завдань) організацій, установ, виявлення можливих недоліків, порушень, невикористаних резервів підвищення результативності діяльності.
Аналізу фінансового стану підлягають основні статті балансу та інші матеріали обліку та фінансової звітності. Вивчається раціональність формування й використання власних, запозичених та залучених коштів, відповідність сум власних оборотних коштів потребам у них, обсяг формування та виконання плану одержання прибутку. Виявляються причини недостатнього залучення джерел надходження прибутків, наявність невикористаних оборотних коштів та можливості їх мобілізації, наявність і рух запасів товарно-матеріальних цінностей, джерела їх утворення, ефективність використання кредиту і його матеріальне забезпечення. Оцінюється стан розрахунків підприємства з бюджетом, банками, постачальниками, покупцями. Визначається економічний результат обігу оборотних коштів, співвимірюються витрати з прибутками, визначаються шляхи додаткового залучення оборотних коштів з метою одержання додаткових прибутків.

## Завдання та методологія
Основними завданнями аналізу фінансового стану є:
- дослідження рентабельності та фінансової стійкості підприємства;
- дослідження ефективності використання майна (капіталу) підприємства, забезпечення підприємства власними оборотними коштами;
- об'єктивна оцінка динаміки та стану ліквідності, платоспроможності та фінансової стійкості підприємства;
- оцінка становища суб'єкта господарювання на фінансовому ринку та кількісна оцінка його конкурентоспроможності;
- аналіз ділової активності підприємства та його становища на ринку цінних паперів;
- визначення ефективності використання фінансових ресурсів.

Аналіз фінансового стану підприємства є необхідним етапом для розробки планів і прогнозів фінансового оздоровлення підприємств. Кредитори та інвестори аналізують фінансовий стан підприємств, щоб мінімізувати свої ризики за позиками та внесками, а також для необхідного диференціювання відсоткових ставок. У результаті фінансового аналізу менеджер одержує певну кількість основних, найінформативніших параметрів, які дають об'єктивну та точну картину фінансового стану підприємства. При цьому в ході аналізу менеджер може ставити перед собою різні цілі: аналіз поточного фінансового стану або оцінку фінансової перспективи підприємства.
Аналіз фінансового стану — це частина загального аналізу господарської діяльності підприємства, який складається з двох взаємозв'язаних розділів: фінансового та управлінського аналізу.
Розподіл аналізу на фінансовий та управлінський зумовлений розподілом системи бухгалтерського обліку, яка склалася на практиці, на фінансовий та управлінський облік.
Обидва види аналізу взаємозв'язані, мають спільну інформаційну базу (див. мал.).

Аналіз діяльності підприємства

Розрізняють два види аналізу фінансового стану: зовнішній і внутрішній. Різниця у змісті зовнішнього і внутрішнього аналізу пов'язана з різницею інформаційного забезпечення і завдань, що їх вирішують обидва ці види аналізу.
Особливостями зовнішнього фінансового аналізу є:
- орієнтація аналізу на публічну, зовнішню звітність підприємства;
- множинність об'єктів-користувачів;
- різноманітність цілей і інтересів суб'єктів аналізу;
- максимальна відкритість результатів аналізу для користувачів.

Основним змістом зовнішнього фінансового аналізу, який здійснюється партнерами підприємства, контрольними органами на основі даних публічної фінансової звітності, є:
- аналіз абсолютних показників прибутку;
- аналіз показників рентабельності;
- аналіз фінансового стану, фінансової стійкості, стабільності підприємства, його платоспроможності та ліквідності балансу;
- аналіз ефективності використання залученого капіталу;
- економічна діагностика фінансового стану підприємства.

На відміну від внутрішнього, відповідні складові зовнішнього аналізу більш формалізовані та менш деталізовані.
Основним змістом внутрішнього (традиційного) аналізу фінансового стану підприємства є:
- аналіз майна (капіталу) підприємства;
- аналіз фінансової стійкості та стабільності підприємства;
- оцінка ділової активності підприємства;
- аналіз динаміки прибутку та рентабельності підприємства і факторів, що на них впливають;
- аналіз кредитоспроможності підприємства;
- оцінка використання майна та вкладеного капіталу;
- аналіз власних фінансових ресурсів;
- аналіз ліквідності та платоспроможності підприємства;
- аналіз самоокупності підприємства.

Цей аналіз здійснюється аналітиками підприємства і ґрунтується на широкій інформаційній базі, включаючи й оперативні дані. Традиційна практика аналізу фінансового стану підприємства опрацювала певні прийоми й методи його здійснення.
Можна назвати шість основних прийомів аналізу:
- горизонтальний (часовий) аналіз — порівняння кожної позиції звітності з попереднім періодом;
- вертикальний (структурний) аналіз — визначення структури фінансових показників з оцінкою впливу різних факторів на кінцевий результат;
- трендовий аналіз — порівняння кожної позиції звітності з рядом попередніх періодів та визначення тренду, тобто основної тенденції динаміки показників, очищеної від впливу індивідуальних особливостей окремих періодів (за допомогою

тренду здійснюється екстраполяція найважливіших фінансових показників на перспективний період, тобто перспективний прогнозний аналіз фінансового стану);
- аналіз відносних показників (коефіцієнтів) — розрахунок відношень між окремими позиціями звіту або позиціями різних форм звітності, визначення взаємозв'язків показників;
- порівняльний аналіз — внутрішньогосподарський аналіз зведених показників звітності за окремими показниками самого підприємства та його дочірніх підприємств (філій), а також міжгосподарський аналіз показників даної фірми порівняно з показниками конкурентів або із середньо галузевими та середніми показниками.
- факторний аналіз — визначення впливу окремих факторів (причин) на результативний показник детермінованих (розділених у часі) або стохастичних (що не мають певного порядку) прийомів дослідження. При цьому факторний аналіз може бути як прямим (власне аналіз), коли результативний показник розділяють на окремі складові, так і зворотним (синтез), коли його окремі елементи з'єднують у загальний результативний показник.

Предметом фінансового аналізу підприємства є його фінансові ресурси, їх формування та використання. Для досягнення основної мети аналізу фінансового стану підприємства — об'єктивної його оцінки та виявлення на цій основі потенційних можливостей підвищення ефективності формування й використання фінансових ресурсів — можуть застосовуватися різні методи аналізу. Методи фінансового аналізу — це комплекс науково-методичних інструментів та принципів дослідження фінансового стану підприємства.
В економічній теорії та практиці існують різні класифікації методів економічного аналізу взагалі та фінансового аналізу зокрема.
Перший рівень класифікації виокремлює неформалізовані та формалізовані методи аналізу. Неформалізовані методи аналізу ґрунтуються на описуванні аналітичних процедур на логічному рівні, а не на жорстких аналітичних взаємозв'язках та залежностях.
До неформалізованих належать такі методи:
- експертних оцінок і сценаріїв,
- психологічні,
- морфологічні,
- порівняльні,
- побудови системи показників,
- побудови системи аналітичних таблиць.

Ці методи характеризуються певним суб'єктивізмом, оскільки в них велике значення мають інтуїція, досвід та знання аналітика. До формалізованих методів фінансового аналізу належать ті, в основу яких покладено жорстко формалізовані аналітичні залежності, тобто методи:
- ланцюгових підстановок,
- арифметичних різниць,
- балансовий,
- виокремлення ізольованого впливу факторів,
- відсоткових чисел,
- диференційний,
- логарифмічний,
- інтегральний,
- простих і складних відсотків,
- дисконтування.

У процесі фінансового аналізу широко застосовуються і традиційні методи економічної статистики (середніх та відносних величин, групування, графічний, індексний, елементарні методи обробки рядів динаміки), а також математико-статистичні методи (кореляційний аналіз, дисперсійний аналіз, факторний аналіз, метод головних компонентів). Використання видів, прийомів та методів аналізу для конкретних цілей вивчення фінансового стану підприємства в сукупності становить методологію та методику аналізу.
Фінансовий аналіз здійснюється за допомогою різних моделей, які дають змогу структурувати та ідентифікувати взаємозв'язки між основними показниками. Існують три основні типи моделей, які застосовуються в процесі аналізу фінансового стану підприємства: дескриптивні, предикативні та нормативні.
Дескриптивні моделі є основними. До них належать:
- побудова системи звітних балансів;
- подання фінансової звітності у різних аналітичних розрізах;
- вертикальний та горизонтальний аналіз звітності;
- система аналітичних коефіцієнтів;
- аналітичні записки до звітності.

Дескриптивні моделі засновані на використанні інформації з бухгалтерської звітності.
Предикативні моделі — це моделі передбачувального, прогностичного характеру. Вони використовуються для прогнозування доходів та прибутків підприємства, його майбутнього фінансового стану. Найпоширеніші з них: розрахунки точки критичного обсягу продажу, побудова прогностичних фінансових звітів, моделі динамічного аналізу (жорстко детерміновані факторні та регресивні моделі).
Нормативні моделі — це моделі, які уможливлюють порівняння фактичних результатів діяльності підприємства із нормативними (розрахованими на підставі нормативу). Ці моделі використовуються, як правило, у внутрішньому фінансовому аналізі, їхня суть полягає у встановленні нормативів на кожну статтю витрат стосовно технологічних процесів, видів виробів та у розгляді і з'ясуванні причин відхилень фактичних даних від цих нормативів.
Фінансовий аналіз значною мірою базується на застосуванні жорстко детермінованих факторних моделей.
Таким чином, у ході аналізу фінансового стану підприємства та загрози його банкрутства можуть використовуватися найрізноманітніші прийоми, методи та моделі аналізу, їхня кількість та широта застосування залежать від конкретних цілей аналізу та визначаються його завданнями в кожному конкретному випадку.